# Belica (miasto)
Belica (bułg. Белица) – miasto w południowo-zachodniej Bułgarii.  Znajduje się w Obwodzie Błagojewgrad. Miasto jest centrum administracyjnym gminy Belica. Według danych na dzień 1 stycznia 2007 mieszkało tu 3 149 osób, a powierzchnia miasta wynosi 72.923 km²
Na cześć miasta został nazwany Półwysep Belitsa, część Półwyspu Antarktycznego.

## Historia
W starożytności istniała tu osada na wzgórzu, położona nieco na wschód od Belicy. Mieszała się tam ludność tracka i celtycka. Później znalazła się w terytorium Imperium rzymskiego, a Rzymianie przeprowadzili hellenizację i romanizację mieszkańców. Mimo że Belica znalazła się na terytorium Cesarstwa Bizantyjskiego, nie miało ono tu zbyt dużej rzeczywistej władzy, a jego wpływy kulturowe są znikome. Wkrótce znaleźli się tu Słowianie i Turcy
Miasto zostało założone najprawdopodobniej w XVIII wieku. Nazwa została po raz pierwszy zapisana w 1576.
Legenda głosi, że najpiękniejsze dziewczyny w wiosce uciekały poprzez rozlewiska rzeki, ścigane przez tureckich żołnierzy (który spalili wieś). Dziewczyna nazywała się Itza, ale ze względu na jej piękno, była nazywana Bela Itza. Od tego czasu wieś przyjęła swoją nazwę i nazywa Belitsa (Belica).
Belica zostaje opisana w  1873 roku w statystykach, jako muzułmańsko-chrześcijańska wieś  w której jest 303 gospodarstw, 604 mieszkańców.
W 1883-1885 rozpoczęła się budowa kościoła św. Jerzego, która szła wolno ze względu na niechęć tureckiego rządu. Na jego szczycie zamontowano Wiedeński zegar, zakupiony za pomocą naturalnych produktów (ser, wełna itd.). Został on zniszczony w 1908, jednak później go odbudowano.
Podczas wojny rosyjsko-tureckiej walczyło 19 ochotników z Belicy. W 1903 za udział w powstaniu, Belica została spalona.  Zginęło ponad 475 osób.

## Turystyka
Do lokalnych atrakcji należy położony w pobliżu park tańczących niedźwiedzi, w którym żyją niedźwiedzie, odebrane niedźwiednikom w całej Bułgarii, po zaostrzeniu przepisów o ochronie zwierząt.